# Pierre Durand (homme politique)
Pour les articles homonymes, voir Pierre Durand et Durand.
Pierre Durand est un homme politique français né le 25 avril 1820 à Ceyzerieu (Ain) et décédé le 15 juillet 1878 à Lyon (Rhône).
Officier de santé à Lyon, il est député du Rhône de 1876 à 1878. Il siège à gauche et est l'un des 363 qui refusent la confiance au gouvernement de Broglie, le 16 mai 1877. 

## Source
- « Pierre Durand (homme politique) », dans Adolphe Robert et Gaston Cougny, Dictionnaire des parlementaires français, Edgar Bourloton, 1889-1891 [détail de l’édition]